# Koločep (Dubrovnik)
Koločep je naselje u Dubrovačko-neretvanskoj županiji, na otoku Koločepu. Dijeli se na 2 zaseoka - Gornje Čelo i Donje Čelo.

## Zemljopisni položaj
Naselje je podijeljeno u dva zaseoka, koji se nalaze u zaštićenim uvalama - Gornje Čelo na istočnoj strani otoka i Donje Čelo na zapadnoj.

## Naziv
Gornje i Donje Čelo su dobili nazive prema smještaju u odnosu na izlaz sunca, tako da je Gornje Čelo istočno (sunce ide gore), a Donje Čelo zapadno (sunce ide dolje).

## Znamenitosti
Park – šuma u Gornjem Čelu, je značajan prirodni objekt koji se sastoji od šume alepskog bora i makije. U makiji se ističu karakteristične vrste podneblja poput crnike (Quercus ilex), smrdljike (Pistacia terebinthus), tršlje (Pistacia lentiscus), zelenike (Phillyrea latifolia), mrče (Myrtus communis), planike (Arbutus unedo), rogača (Ceratonia siliqua) obraslih tetivikom (Smilax aspera) i druge vrste. Posebno je estetski vrijedan krajolik uz morsku obalu, na čijim strmim stijenama rastu karakteristične biljke ovog podneblja. Ovo zaštićeno područje pokriva površinu od oko 12 ha. Zaštićena je od 1961. godine rješenjem Zavoda za zaštitu prirode.
U Donjem Čelu je župna crkva Velike Gospe koja se počela graditi u 13. stoljeću

## Gospodarstvo
Gospodarstvo je nerazvijeno, a stanovništvo se bavi turizmom i ribarstvom.

## Stanovništvo
U Gornjem Čelu, prema popisu stanovnika iz 2001. godine, živi oko 60 stanovnika uglavnom Hrvata katoličke vjeroispovjesti.
U Donjem Čelu, prema popisu stanovnika iz 2001. godine, živi 114 stanovnika uglavnom Hrvata katoličke vjeroispovjesti.
Prema popisu stanovništva iz 2011. godine na Koločepu u dva naselja žive 163 stanovnika.
| broj stanovnika | 405   | 328   | 346   | 281   | 210   | 237   | 218   | 225   | 251   | 269   | 243   | 207   | 144   | 148   | 174   | 163   | 231   |
|                 | 1857. | 1869. | 1880. | 1890. | 1900. | 1910. | 1921. | 1931. | 1948. | 1953. | 1961. | 1971. | 1981. | 1991. | 2001. | 2011. | 2021. |